# 樋口智惠子
樋口智惠子（日語：樋口 智恵子，1981年1月30日—），日本女性配音員、舞台演員、旁白。出身於東京都三鷹市。身高154cm。B型血。

## 簡介
以前是Y·M·O（舊名Love Live）所屬，現在是Combination所屬。堺女子短期大學兼任講師。亞細亞大學畢業。

### 經歷、人物
1992年，11歲的時候從參加舞台劇團Argo Musicals節目《冰淇淋應援團》的公演展開演藝生涯。並從初中時期開始幾乎以每年公演4部的速度在舞台上活躍。在自由身期間飾演過兩部音樂劇《七海的堤可》或Argo Musicals的《Sing for You, Sing for Me.》的主角。
1996年，高中1年級的時候參加電視動畫《水色時代》的配音出正式在配音業界出道。之後在另一部動畫《呱呱響叮噹》第一次配音主演。兩部動畫後來都被改編成音樂劇，同時也參加舞台劇版的演出。此後經常參加部電視動畫改編舞台劇的公演。
1998年，高中3年級時參加同事坂本真綾與三橋加奈子搭檔主持的廣播節目《動畫托比亞》，後三橋辭去廣播主持人一職而接下此工作，同時與坂本組成雙人聲優團體「Whoops!!（!!）」。
1999年擔任電視動畫《超級發明小子》片頭曲主唱的首張主打單曲『LOVE LOVE Phantasy』曾擠進CD GROOVE XXX舉辦的俱樂部圖表排行榜，不過到了2000年隨著廣播節目終了而停止了所有的相關活動。
2007年3月31日，在自己的部落格宣布離開經紀公司Y·M·O（舊名Love Live）成為自由身。成為自由身之後原本要進入Bring-up，後在Bring-up社長三矢雄二的提攜之下，進入新成立的旗下小型事務所Combination。
興趣是購物。特長是跳舞。

## 演出作品
※粗體字表示說明飾演的主要角色。

### 電視動畫
1996年
- 水色時代（高幡多可子）

1997年
- 呱呱響叮噹（日语：ケロケロちゃいむ）（三森）
- 超魔神英雄傳（エーコ）

1998年
- 百變金剛II（蓋亞監視員阿耳忒彌斯）

1999年
- To Heart（長岡志保[8]）
- 徽章戰士（良太、波島林太郎）

2000年
- Transformer Car Robot（日语：トランスフォーマー カーロボット）（愛[9]、[9]）
- 徽章戰士魂（波島林太郎）
- 遊☆戲☆王 怪獸之決鬥（克利斯〈初代〉）

2001年
- 少年足球（伊藤渚）
- 漫畫派對（長岡志保）
- 網球王子（田中洋平）

2002年
- 笑園漫畫大王（瀧野智）
- 哨聲響起（椎名翼）

2004年
- 吟遊默示錄（艾莉卡）
- To Heart ～Remember my Memories～（長岡志保）

2005年
- 光速蒙面俠21（澤井樹里）
- 極樂天師（阿刀田結子）
- 玻璃假面 (2005年)（田沼美紀）
- 魔界女王候補生 -sugar×2 rune-（劍城百合香）
- 嬉皮笑園（綿貫響）
- 遊☆戲☆王 怪獸之決鬥GX（小原洋司）

2006年
- 極樂天師 喝!!（阿刀田結子）
- 我愛美樂蒂：轉轉旋律魔法牌（夏川夏美）
- 吟遊默示錄 wieder（艾莉卡）
- 人造昆蟲KABUTOBORG V×V（女孩子、中島）
- 變身公主（河野沙耶加）

2007年
- 甜點兔（エミール）

2008年
- 甜點兔 巧克拉！（エミール）
- SCARECROWMAN THE ANIMATION（日语：スケアクロウマン）（新婚女性）
- 麵包超人（藍莓妹妹）
- 遊☆戲☆王5D's（安潔拉）

2009年
- 甜點兔FLEUR（たびうさ）

2011年
- 料理偶像（青蛙洛洛）

### OVA
2003年
- HUNTER×HUNTER GREED ISLAND（比司吉·酷露佳）

2006年
- 嬉皮笑園（綿貫響）

### 電影動畫
1999年
- 尋母三千里（馬可·羅西）

2001年
- 笑園漫畫大王 THE MOVIE（瀧野智）

2006年
- 飛越巔峰！&飛越巔峰2！合體劇場版!!（班上同學）

2007年
- 琴之森

### 遊戲
1997年
- To Heart（長岡志保）

1998年
- 貓犬協奏曲（詩提亞·普莉絲）

1999年
- 倉庫番 難問指南（拉比）
- 超級發明小子 ～暴走機器人之謎!?～（日语：超発明BOYカニパン 〜暴走ロボトの謎!?〜）（波波）
- 電幻天使對戰麻雀 香格里拉

2002年
- 笑園漫畫碰將大王（日语：あずまんがドンジャラ大王）（瀧野智）
- 笑園漫畫泡泡龍大王（日语：あずまんが大王パズルボブル）（瀧野智）

2003年
- 笑園漫畫大王Advance（瀧野智）
- （OP『天使門的樂園』、ED『Memory。』）

2005年
- 第3次超級機器人大戰α 終焉之銀河（飛燕騎士）
- 切穿月亮 ～偵探相樂恭一郎～（日语：月は切り裂く 〜探偵 相楽恭一郎〜）（相樂舞子）

2006年
- 魔界女王候補生 ～（劍城百合香）
- 魔界女王候補生 萌学}}園（劍城百合香）
- 火影忍者 木葉之魂（瑪瑙）
- 變身公主 公主們危險的放學後（河野沙耶加）

2007年
- 逆轉裁判4 宣傳短片（成步堂美貫）

2008年
- 花樣男子 -戀愛女子-（大河原滋、日向更）

2016年
- 逆轉裁判6（成步堂美貫）

2018年
- 電腦戰機Virtual-On×魔法禁書目錄 魔法電腦戰機（富良科凛鈴、莉莉娜[10]）

### 廣播劇CD
- 廣播劇CD「逆轉裁判5」 （成步堂美貫）
- 電腦戰機 Virtual-On（日语：電脳戦機バーチャロン） 廣播劇CD　EPISODE#14『CyberNET Rhapsody』（飛燕）
- 電腦戰機 Virtual-On 廣播劇CD　EPISODE#16『COUNTERPOINT 009A』（飛燕）
- To Heart（長岡志保）
- To Heart ～Remember my Memories～（長岡志保）

### DJCD
- AnimetopiaR（日语：アニメトピアR）
- Internet Radio W
- SONIC GUM 廣播特輯 極樂天師!!廣播CD（WANI BOOKS（日语：ワニブックス）網路販售限量版）

### 外語配音

#### 電視影集
- 18．29（Kim Sun-mi）

#### 動畫
- 亨利小怪獸（英语：Henry Hugglemonster）（薩默爾〈海登·瓦爾希（英语：Hynden Walch）〉）

### 廣播
- Anime Princess（文化放送，1995年7月）
- Girls' School Fantasy（FM NACK5，1997年4月－9月）
- Girls' School Fantasy G（NACK5，1997年10月－1998年3月）
- AnimetopiaR（日语：アニメトピア）（大阪放送，1998年4月－2000年3月）
- 1314 V-STATION Plus（大阪放送，1999年10月29日－11月25日）
- 叢林樂園 -Angel Splash-（STAR digio（日语：スターデジオ），2000年7月－2001年9月）
- （文化放送，2006年4月－2007年3月）
- W（2007年4月－2008年3月）
- X（2008年4月－2008年12月）

### 舞台
※年代順。
- 冰淇淋應援團（1992年7月）－飾演果物屋店主[注 1]
- Gang（1993年2月，博品館劇場）－飾演蘿絲
- 真夏的灰姑娘館（1993年7月）
- 靈舞（1993年9月）－飾演由岐
- （1993年12月）－飾演少女
- 江（1994年4月，近鐵劇場（日语：近鉄劇場））－的少女
- 阿嘉莎·克莉絲蒂 蜘蛛網（1994年5月10日－5月22日、5月24日－5月27日）－飾演負子蟾
動畫改編
  - 音樂劇 七海的堤可（1994年7月，後楽園闔家音樂劇）－飾演奈奈美·辛普森
  - 音樂劇 小紅帽恰恰（1994年12月）－飾演小鈴
  - 音樂劇 守護天使莉莉佳（1995年12月15日－1996年1月7日）－飾演風見安奈
  - 音樂劇 水色時代（1996年12月、1997年8月）－飾演高幡多可子
  - （1998年1月）－飾演
  - 音樂劇 發明小子（1998年12月）－飾演
  - 舞台版 烏龍派出所（1999年7月14日－8月15日、2001年7月27日－9月2日）－飾演少女
- Sing for You, Sing for Me.（1995年7月）－飾演西條美香
- 稽古場 -我（僕）的「一望無際物語」-（1996年2月）－飾演社長
- ONE WEEK（1996年7月）－飾演吉房麻衣
- SUCCESS STORY!（1998年12月、1999年11月）
- BOYS BE ...ALIVE（1999年4月）－飾演理奈
- SUCCESS STORY（1999年11月19日，／1999年11月26日，大宮町民文化中心／1999年12月10日，早島町民會館共3場）－飾演社長
- 音樂劇 莉卡娃娃（日语：リカちゃん）（1999年12月24日－2000年1月6日，銀座博品館劇場等）－飾演
- 伍迪·艾倫世界中的I Love You（2000年12月20日－2001年1月3日，藝術圈（日语：天王洲銀河劇場））－飾演蘿拉
- （2001年12月4日－12月9日，惠比壽Echo劇場（日语：恵比寿エコー劇場））－飾演紫苑
- LIAR GIRL（2002年8月）－飾演美沙
- 音樂劇 星星的誕生（日语：スター誕生 (劇作品)）（2004年3月17日－4月18日，青山劇場（日语：青山劇場））
- 天功公主（日语：引田天功 (2代目)）祭Vol.1 喜劇「地獄八景」 ～這個世界，那個世界，都是錯覺～（2007年12月13日－12月16日，俳優座劇場（日语：俳優座劇場））－飾演
- 宮川彬良&Ensemble Vega（2008年）－飾演少年時期的莫扎特
- 孩子的樂園（2008年11月）
- 宮川彬良&Ensemble Vega 維也納新年音樂會（2009年1月3日，兵庫縣立藝術文化中心大禮堂（日语：兵庫県立芸術文化センター）／2009年1月7日，長久手町文化之家森之禮堂共2場）－飾演少年時期的莫扎特
- 劇團Alterego 第43回公演『三位魔女』～改編自莎士比亞著作『馬克白』～（2010年10月27日 - 10月31日，六行會劇場）－飾演茱麗葉
- 劇團Alterego 第46回公演「Simple Review 3」（2011年9月7日－9月11日，惠比壽Echo劇場）
- 蝴蝶殺人事件（2014年3月12日－3月16日，紀伊國屋南方劇院（日语：紀伊國屋サザンシアター））
- 心靈偵探八雲 裁塔－飾演土方真琴
  - 東京公演（2017年5月31日－6月11日，品川王子大飯店 俱樂部eX）
  - 大阪公演（2017年6月16日－18日，大阪商業公園圓形劇場）；大阪活動（2017年6月15日，大阪大阪商業公園圓形劇場）

### 電影
- 虹橋

### 活動
- Tokyo Character Show 2005（日语：東京キャラクターショー）（幕張展覽館，2005年7月24日）

### 旁白
- 高球萬歲！（日语：ハイボール万歳!）（BS-TBS），2012年4月2日－）

## 音樂作品

### 單曲
| 標題                        | 發行日期      |
| --------------------------- | ------------- |
| BELIEVE／Magical Wonderland | 1997年2月5日  |
| KISS3／LOVE&PEACE           | 1997年8月21日 |
| ／Deary                     | 2001年6月21日 |

### 參加作品
| 發行日期 | 標題                                                     | 名義                                                                               | 樂曲 | 商業主打                                                         |
| 1996年   | 1996年                                                   | 1996年                                                                             | 1996年 | 1996年                                                           |
| -------- | -------------------------------------------------------- | ---------------------------------------------------------------------------------- | --- | ---------------------------------------------------------------- |
| 7月20日  | 水色時代 角色歌曲精選「Present」                         | 高幡多可子（樋口智惠子）                                                           | 「」 「涙勇時」 | 電視動畫《水色時代》相關歌曲                                     |
| 1999年   |                                                          |                                                                                    | |                                                                  |
| 1月20日  | Love Love Phantasy／                                     | Whoops!!（坂本真綾、樋口智惠子）                                                   | 「Love Love Phantasy」 | 廣播《動畫托比亞R》片頭主題曲 電視動畫《超級發明小子》片頭主題曲 |
| 1月20日  | Love Love Phantasy／                                     | Whoops!!（坂本真綾、樋口智惠子）                                                   | 「」 | 電視動畫《超級發明小子》片尾主題曲                               |
| 6月17日  | ／忘                                                     | Whoops!!（坂本真綾、樋口智惠子）                                                   | 「」 「忘」 |                                                                  |
| 7月16日  | P                                                        | Whoops!!（坂本真綾、樋口智惠子）                                                   | 「Whoopie 」 「友達彼」 「Urban Cowgirls（Native Ver.）」 「」 「Urban Cowgirls（Love's Ver.）」 「Private time」 「忘...」 「Urban Cowgirls（Lovers Ver.）」 「LOVE LOVE Phantasy （honey hunter Ver.）」 「With」 「Urban Cowgirls（Highschool Ver.）」 「」 「（Guttiappella Ver.）」 「Urban Cowgirls（Fashion Ver.）」 「LOVE LOVE Phantasy（Kitchen Dancer Ver.）」 「Urban Cowgirls（Dub Mix）」                                               |                                                                  |
| 8月16日  | TILES COMPLES -優-／抱 ～"click"in my heart～            | 坂本真綾、樋口智惠子                                                               | 「抱 ～"click"in my heart～」 | 電玩遊戲《電幻天使對戰麻雀香格里拉》主題歌曲                     |
| 2000年   |                                                          |                                                                                    | |                                                                  |
| 2月4日   |                                                          | A·G·A·S                                                                            | 「dream power -翼者-」 | 《文化放送A&G區》形象歌曲                                        |
| 2002年   |                                                          |                                                                                    | |                                                                  |
| 7月24日  | 笑園漫畫大王 角色CD系列 Vol.4 瀧野智                     | 瀧野智（樋口智惠子）                                                               | 「PEACE」 | 電視動畫《笑園漫畫大王》劇中插入歌                               |
| 7月24日  | 笑園漫畫大王 角色CD系列 Vol.4 瀧野智                     | 瀧野智（樋口智惠子）                                                               | 「空」 | 電視動畫《笑園漫畫大王》相關歌曲                                 |
| 7月24日  | 笑園漫畫大王 角色CD系列 Vol.5 神樂                       | 廢人S                                                                              | 「Lazy Crazy 」 | 電視動畫《笑園漫畫大王》相關歌曲                                 |
| 9月4日   | 笑園漫畫大王 角色CD系列 Vol.6 水原曆                     | 水原曆（田中理惠）、瀧野智（樋口智惠子）                                           | 「」 | 電視動畫《笑園漫畫大王》相關歌曲                                 |
| 12月25日 | 電視動畫「笑園漫畫大王」Vocal Collection 來唱歌吧        | 美濱知世（金田朋子）、春日步（松岡由貴）、瀧野智（樋口智惠子）、水原曆（田中理惠） | 「！」 | 電視動畫《笑園漫畫大王》相關歌曲                                 |
| 2005年   |                                                          |                                                                                    | |                                                                  |
| 3月24日  | THE BEST OF RIVAL PLAYERS XXIV Yohei Tanaka&Kohei Tanaka | 田中洋平（樋口智惠子）、田中浩平（三橋加奈子）                                     | 「TWO OF US ～純白羽～」 「VOICE MESSAGE」 | 電視動畫《網球王子》相關歌曲                                     |
| 7月21日  | !! 夏盤                                                  | 隊!!                                                                               | 「持」 | 電視動畫《極樂天師》片頭主題曲                                   |
| 7月21日  | !! 夏盤                                                  | 隊!!                                                                               | 「持ち}}」 | 電視動畫《極樂天師》片尾主題曲                                   |
| 8月24日  |                                                          | 桃月學園1年A～☆B～班                                                               | 「」 | 電視動畫《嬉皮笑園》相關歌曲                                     |
| 11月2日  | ☆                                                        | 隊!!                                                                               | 「holy holy intro」 「」 | 電視動畫《極樂天師》相關歌曲                                     |
| 11月2日  | ☆                                                        | 結子（樋口智惠子）                                                                 | 「」 | 電視動畫《極樂天師》相關歌曲                                     |
| 2006年   |                                                          |                                                                                    | |                                                                  |
| 1月25日  | !! 喝!! 冬盤                                             | 隊!!                                                                               | 「!!」 | 電視動畫《極樂天師 喝!!》片頭主題曲                              |
| 3月15日  | 極樂天師 喝!!                                            | 隊!!                                                                               | 「旅立言葉」 | 電視動畫《極樂天師 喝!!》相關歌曲                                |
| 3月15日  | 極樂天師 喝!!                                            | 結子（樋口智惠子）                                                                 | 「day by day」 | 電視動畫《極樂天師 喝!!》相關歌曲                                |
| 7月16日  | P´                                                       | Whoops!!（坂本真綾、樋口智惠子）                                                   | Whoopie 」 「友達彼」 「Urban Cowgirls（Native Ver.）」 「」 「Urban Cowgirls（Love's Ver.）」 「Private time」 「忘...」 「Urban Cowgirls（Lovers Ver.）」 「LOVE LOVE Phantasy （honey hunter Ver.）」 「With」 「Urban Cowgirls（Highschool Ver.）」 「何言」 「（Guttiappella Ver.）」 「Urban Cowgirls（Fashion Ver.）」 「LOVE LOVE Phantasy（Kitchen Dancer Ver.）」 「Urban Cowgirls（Dub Mix）」 「Urban Cowgirls（Wellcome back2006ver.）」 |                                                                  |
| 7月16日  | P´                                                       | Whoops!!（坂本真綾、樋口智惠子）                                                   | 「Love Love Phantasy」 | 廣播《動畫托比亞R》片頭主題曲 電視動畫《超級發明小子》片頭主題曲 |
| 7月16日  | P´                                                       | Whoops!!（坂本真綾、樋口智惠子）                                                   | 「」 | 電視動畫《超級發明小子》片尾主題曲                               |

## 腳註

## 外部連結
- （日語）－樋口智惠子的官方個人部落格。
- 株式會社Combination公式官網首頁 （页面存档备份，存于） （日語）
- 樋口智惠子的Instagram帳戶 （日語）
- 樋口智惠子－日本藝人名鑑 （页面存档备份，存于） （日語）
- 樋口智恵子－Talent Date Bank （页面存档备份，存于） （日語）
- .   [2018-02-11]. （原始内容存档于2007-03-24）. （日語）